# Lenguas sahaptianas
Las lenguas sahaptianas son un subgrupo de lenguas penutíes habladas en la región de la meseta del Columbia por los pueblos amerindios norteamericanos en los estados de Washington, Oregón, e Idaho, en el noroeste de los EE. UU.

## Clasificación

### Clasificación interna
Las lenguas sahaptianas propiamente dichas incluyen dos lenguas o continuos geolectales:
1. Nez Percé 100 (1980); 200 (1997)
- Alto Nez Percé
- Bajo Nez Percé

2. Sahaptin (Sħáptənəxw, Ichishkíin Sínwit) 
- Dialectos: Yakima 3.000 (1977), 1.000 (1980); Walla Walla 100 (1977); Umatilla 50 (1977); Tenino 200 (1977)
- Grupo sahaptin del norte

- Complejo dialectal sahaptin del noroeste
- Complejo dialectal sahaptin del noreste

- Grupo sahaptin del sur (Complejo del río Columbia)

El nez percé tiene dos variedades (alta y baja) y el sahaptin tiene una considerable diversidad interna con muchas variedades diferentes.

### Relación con otras lenguas
El proyecto comparativo ASJP encuentra cierta similitud léxica entre las lenguas sahaptin, nez-percé y molala sin embargo, dicha similitud podría deberse a razones accidentales y no es prueba en firme de parentesco. Dado que el molala ha sido relacionado con el cayuse se ha especulado con una hipotética familia sahpatin-wayilatpu, con las siguientes relaciones de proximidad:

|  | Nez-percé |
|  |           |
|  | Sahaptin  |
|  |           |

|  | Molala |
|  |        |
|  | Cayuse |
|  |        |

|  | Nez-percé |
|  |           |
|  | Sahaptin  |
|  |           |

|  | Molala |
|  |        |
|  | Cayuse |
|  |        |

Los defensores de la validez total o parcial de la hipótesis penutia engloban a las lenguas sahaptin-wayilatpu dentro del subgrupo de lenguas penutíes de la Meseta.

## Descripción lingüística

### Gramática
El orden de los constituyentes es extremadamente libre en las lenguas sahaptianas. Además usan casi por igual la estrategia de marcaje de núcleo y la de marcaje de complemento. Las lenguas sahpatianas poseen caso gramatical y alineamiento morfosintáctico de tipo ergativo. El sujeto de una oración intransitiva, ejemplos (1) y (2); y el paciente-experimentador de una oración transitiva no llevan marca explícita en ciertos casos (voz directa en sahaptin, ejemplo (3), y antipasiva en Nez Percé ejemplo (4)).
(1) i-wiyánáwi-ya iwínš (Sahaptin)
3SUJ-llegar-PRET hombre
'el hombre llegó'
(2) hi-páayn-a ʔáayat (Nez Percé)
3SUJ-llegar-PRET mujer
'la mujer llegó'
(3) iwínš i-tuχwínan-a yáamaš-na (Sahaptin)
hombre 3SUJ-disparar-PRET venado.bura
'el hombre disparó a un/el venado bura'
(4) ʔáayat hi-χʔní-s-e qémʼes (Nez Percé)
mujer 3SUJ-escavar.raíces-IMPERF-NOM camasia
'la mujer está escabando (raíces de) camasia'
El sistema de casos comparado de los casos del Nez-Percé y el Sahaptin se resume en el siguiente cuadro:
| Caso         | Nez Percé  | Sahaptin   | Klamath |
| ------------ | ---------- | ---------- | ------- |
| Acusativo    | -(n)en     | -na/-(n)an | -(ʔa)s  |
| Ergativo     | -(n)îm     | -(n)im     |         |
| Asociativo   | -iʔin      | -in        |         |
| Genitivo     | -(n)îm     | -(n)mí     | -(ʔa)m  |
| Benefactivo  | -ʔayn      | -ay        |         |
| Dativo       | -(p)k      | -yaw       |         |
| Alativo      | -(p)kek    | -kan       | -dal    |
| Ablativo     | -(p)kînʼik | -kni(k)    | -knii   |
| Locativo     | -pe        | -pa        | -da(n)t |
| Instrumental | -ki        | -ki        | -tga    |

## Tribus sahapin-nezpercé
Existe un número considerable de tribus, organizadas como grupos separados, que hablan o hablaban lenguas sahaptianas:
- Sahaptin
  - Cowlitz (Taidnapam)
  - Kittitas (upper yakima)
  - Klickitat
  - Palus (Palouse)
  - Tenino (Warmsprings)
  - Tygh (Upper Deschutes)
  - Umatilla
  - Walla Walla
  - Wyam (Lower Deschutes)
  - Yakama (Yakima)
- Nez percé
- Pshwanwapam (Pswanwapam)
- Skinpah (Skin)
- Wanapum
- Wauyukma